# Domine
Domine — эпик-пауэр-метал-группа из Флоренции, Италия. Созданная в 1984 году братьями Энрико и Рикардо Паоли, к 2008 году группа записала пять полноформатных альбомов и приобрела значительную популярность в своём жанре.

## История
Энрико и Рикардо Паоли из Флоренции, основавшие в 1984 году группу, записали до выхода альбома четыре демозаписи, которые были удостоены множества обзоров в музыкальных журналах, также бравших интервью у братьев. Первый альбом, Champion Eternal, вышел только в 1997 году. Музыкальные издания удостоили его сравнениями с Manowar, Iron Maiden и другими именитыми группами. Группа заняла третье место в номинации «Новая группа года» в голосовании греческих читателей журнала Metal Hammer, пропустив вперёд только HammerFall и Rhapsody. С первого же альбома группа выработала свой собственный стиль, навеянный в том числе книгами Майкла Муркока.

## Состав
- Morby (Adolfo Morviducci) — вокал,
- Enrico Paoli — гитара,
- Riccardo Paoli — бас-гитара,
- Riccardo Iacono — клавишные,
- Stefano Bonini — барабаны.

## Дискография
- Champion Eternal (1997)
- Dragonlord (1999)
- Stormbringer Ruler (2001)
- Emperor of the Black Runes (2004)
- Ancient Spirit Rising (2007)